# Kurt Thiim
Kurt Thiim (ur. 3 sierpnia 1958 roku w Vojens) – duński kierowca wyścigowy.

## Kariera
Karierę rozpoczął w 1974 roku. Po czterech latach spędzonych w kartingu, przez następne sześć występował w różnych seriach Formuły 3. W tym okresie jego największym sukcesem było Mistrzostwo Skandynawii Formuły Volkswagen w 1979 roku.
W 1985 roku nie startował w żadnej serii z powodu braku finansowego wsparcia sponsorów.
W 1986 roku zadebiutował w klasie samochodów turystycznych i od razu został mistrzem DTM w barwach Rovera. Był to jedyny tytuł mistrzowski tej brytyjskiej marki w historii jej startów w DTM. W drodze po tytuł Thiim odniósł trzy zwycięstwa, jednak w kolejnym sezonie nie ukończył aż 12 z 13 wyścigów. Od 1988 roku startował w barwach Mercedesa.
Startował w DTM do 1996 roku, jednak już nigdy nie powtórzył sukcesu z pierwszego sezonu. Mimo tego, zawsze należał do czołowych kierowców serii; łącznie odniósł 19 zwycięstw, co daje mu trzecie miejsce na liście wszech czasów (więcej mają na koncie tylko wielokrotni mistrzowie Bernd Schneider oraz Klaus Ludwig).
Po likwidacji DTM przez trzy lata startował w Super Tourenwagen Cup; w 2000 roku wrócił do Danii, gdzie do chwili obecnej występuje w DTC (Mistrzostwa Danii Samochodów Turystycznych).
Na stałe mieszka w Luksemburgu. Jego syn, Nicki Thiim, również jest kierowcą wyścigowym.